# Энлиль-бани
Энлиль-бани — царь Исина, правил приблизительно в 1861 — 1837 годах до н. э.

## Царствование
В 1861 году до н. э. садовник Энлиль-бани был поставлен на царствование в виде «подменного царя», вероятно с целью отвести от настоящего царя предсказанную гадателями беду. После довольно странной смерти Эрра-имитти (согласно хронике он подавился горячей кашей и от этого умер), Энлиль-бани захватил власть и провозгласил себя настоящим царём. Если это событие, рассказанное в хронике, произошло действительно, то не ясно, как Энлиль-бани удалось закрепиться на престоле и какие силы стояли за ним. Энлиль-бани правил царством ничуть не хуже, чем Эрра-имитти. Однако, возможно, что этот рассказ более поздней хроники является легендарным, призванным узаконить узурпацию трона. Две копии шумерского Царского списка между Эрра-имитти и Энлиль-бани помещают некого Икун-пи-Иштара (Ikūn-pî-Ištar) и отводят ему год или полгода правления.
Энлиль-бани вновь вернул Ниппур. Источники говорят, что уже в первых годах своего правления он простил сбор налога-гун жителям Ниппура и, что он строил в этом городе различные храмы, а также чинил там разрушенное, то ли после оккупации города Суму-Элем, то ли после катастрофического разлива Евфрата. Это событие нашло своё отражение в датировочной формуле: «Год, когда царь Энлиль-бани, царь Шумера и Аккада, восстановил Ниппур на своём месте». Ещё одна надпись Энлиль-бани гласит:

«В Ниппуре я установил справедливость, а также содействовал праведности. Я искал пищу для них, как для овец, которые кормятся свежей травой. Я снял с их шеи тяжёлое ярмо и поселил их в устойчивом положении. Установив справедливость в Ниппуре и удовлетворив их сердца, я установил справедливость и правду в Исине и удовлетворил сердце земли. Я уменьшил налог на ячмень с одной пятой до одной десятой. Muškēnum (обозначение простых подданных царя, в противоположность рабам и дворцовой администрации) служили всего четыре дня в месяц. Поголовье скота царского дворца, что пасся на полях тех, кто взывал о справедливости „О Шамаш“ — я вернул во дворец скот с их пашень и уже не слышны крики тех людей „O Шамаш“».— Надпись Энлиль-бани, CBS 13909
Хотя Энлиль-бани ещё включал (последним из царей Иссина) в свой титул Ур, Эриду и Урук, мало вероятно, чтобы его владения простирались далее Ниппура и за пределы самого нома Исин, в дальнейшем Энлиль-бани лишился и Ниппура, который захватил царь Ларсы Син-иддинам.
Среди отрывков информации от его правления, которая дошла до нас, есть одна переданная ассирийцами. Колофон медицинского текста из библиотеки Ашшурбанипала гласит: «когда мозг человека разгорячён, вы должны использовать смесь мазей и компрессов, согласно рецептуре древних мудрецов, живших до потопа в городе Шуруппак. Рецепт, что Энлиль-мубаллит, мудрец из Ниппура, оставил (для потомков) во второй год Энлиль-бани».
Энлиль-бани известен как крупный строитель. Он счёл необходимым «построить заново стену Исина, которая пришла в негодность». Стена получила название Enlil-bāni-išdam-kīn («Энлиль-бани твёрд, как фундамент»). Данное событие было записано на юбилейном конусе (глиняном гвозде). Им возведены é-ur-gi7-ra («Дом собаки»), храм Нин-Исины, дворец, также é-ní-dúb-bu, «дом отдыха» для богини Нинтинугги, «госпожи, которая воскрешает мёртвых», é-dim-gal-an-na, «дом — огромной небесной мачты», для божества-хранителя Шуруппака, богини Суд, и, наконец, é-ki-ág-gá-ni для Нинибгаль, «дама с милосердием пациента, который любит экс-Votos, который прислушивается к молитвам и мольбам, его сияющую мать». Также в правление Энлиль-бани были доставлены в Ниппур две большие медные статуи, посвящённые Нингаль, которые изготовил ещё 117 лет назад царь Иддин-Даган, но, по какой-то причине, так и не попавшие на место своего предназначения. Энлиль-бани доделал работу древнего царя и «за это богиня Нинлиль и бог Энлиль удлинили годы жизни Энлиль-бани».
В конце правления Энлиль-бани вновь утерял контроль над Ниппуром. Известно, что Ниппуром в 1838 году до н. э. правил царь Ларсы Син-икишам.
В правление Энлиль-бани возобновилось, после некоторого перерыва, создание хвалебных гимнов в честь монарха.
Энлиль-бани умер в 1837 году до н. э. Согласно Царскому списку и Списку царей Ура и Исина Энлиль-бани правил 24 года.

## Список датировочных формул Эллиль-бани
|                            | |
| 1 год 1861 / 1860 до н. э. | Год, когда Энлиль-бани [стал] царём mu den-lil2-ba-ni lugal |
| a                          | a Год, когда царь Энлиль-бани простил недоимки по налогам гражданам Исина mu den-lil2-ba-ni lugal-e u4 gu2-un eren2 dumu i3-si-inki-na mu-un-du8-a b Год, когда царь Энлиль-бани освободил (от трудовых повинностей) граждан Исина Stone, Old babylonian Contracts from Nippur I p. 2 n. 3 mu den-lil2-ba-ni lugal-e eren2 dumu i3-si-inki-na szu in-ne-bar |
| b                          | Год, когда Эн-киаг-Инанна (букв. «Любимый жрец Инанны») был поставлен в качестве эна (жреца) Инанны mu en-ki-ag2-dinanna en-dinanna ba-hun |
| c                          | Год, когда царь Энлиль-бани, царь Шумера и Аккада, восстановил Ниппур на своём месте NBC 5513; BIN 7 215 and 4N-T226; NBC 11179 mu den-lil2-ba-ni lugal-e lugal ki-en-gi ki-uri-ke4 nibruki ki-be2 bi2-in-gi4 |
| d                          | Год, когда лагар-жрец Энлиля был установлен mu lagar-den-lil2-la2 ba-hun |
| e                          | Год, когда [Энлиль-бани] сделал золотой скипетр для Энлиля mu giszszu-lu2 ku3-sig17 den-lil2-ra mu-na-dim2 |
| f                          | Год, когда [Энлиль-бани] сделал для Нинурты три очень большие медные статуи mu urudualan gal-gal 3-a-bi dnin-urta mu-na-dim2 |
| g                          | Год, когда [Энлиль-бани] сделал для Нинурты золотую статую mu alan ku3-sig17 dnin-urta-ra mu-un-na-an-dim2-dim2-ma |
| h                          | Год, когда [Энлиль-бани] сделал для Нанайи золотую статую mu alan ku3-sig17 dna-na-a-ra mu-na-dim2 |
| i                          | Год, когда [Энлиль-бани] построил для Энки Эмезиду («Дом истинных таинств»), свой любимый храм mu e2-me-zi-da e2 ki-ag2-ga2-ni-sze3 den-ki-ra mu-na-dim2 |
| j                          | Год, когда [Энлиль-бани] сделал для Энки кресло из золота и серебра, великолепно украшенное mu giszgu-za zag-be2-us2 ku3-sig17 ku3-babbar kin gal-esz ak den-ki-ra mu-na-an-dim2 |
| k                          | Год, когда [Энлиль-бани] сделал для Уту трон из золота и серебра mu giszgu-za ku3-babbar ku3-sig17 dutu-ra mu-na-dim2 |
| l                          | Год, когда [Энлиль-бани] сделал возвышение для трона из золота для Нанны mu giszgu-za bara2 ku3-sig17 dnanna-ra mu-na-dim2 |
| m                          | Год, когда [Энлиль-бани] осушил поля и пашни в сторону моря mu a-sza3 a-gar3 sig zag a-ab-ba-sze3 mu-un-ba-al |
| n                          | Год, когда Нинмен… была поставлена (в должность) верховной жрицы Ишкура mu nin-men-dka?-[]-ku3? nin-dingir-diszkur ba-il2 |
| o                          | Год, когда две [статуи] оберегающих божеств [предоставляющих] жизнь … mu min … dingir-lamma zi-da? |

| I династия Исина            |                                                      |                  |
| Предшественник: Эрра-имитти | царь Исина ок. 1861 — 1837 до н. э. (правил 24 года) | Преемник: Замбия |